# Alexander Kidd
Alexander Kidd (fecha de nacimiento desconocida, fallecido el 24 de octubre de 1921) fue un atleta británico que compitió en los Juegos Olímpicos de 1908 en Londres.
Kidd ganó la medalla de plata en el tira y afloja durante los Juegos Olímpicos de Londres 1908. Formó parte del equipo de la policía británica de Liverpool que llegó en segundo lugar en la competencia del tira y afloja. Ellos derrotaron a Suecia en las semifinales, pero cayó en la final ante el equipo de la Ciudad de Policía de Londres. Había cinco equipos que participaron, todas las medallas ganadas por los equipos británicos.